# Nasredine Kraouche
Nasredine Kraouche (Thionville, 27 augustus 1979) is een voormalig Frans en Algerijns voetballer. Kraouche was een middenvelder.

## Carrière
Via AS Clouange raakte hij bij FC Metz, waar hij naar het eerste elftal doorstroomt. Hij maakte op 11 september 1998 z'n debuut in eerste klasse tegen RC Strasbourg, waar hij in de 70ste minuut inviel voor Franck Rizzetto. Hij speelde in het totaal 9 wedstrijden voor Metz, maar vertrok in 2000 naar AA Gent. Daar speelde hij 4 seizoenen, alvorens in 2004 naar Sporting Charleroi te verhuizen. In 2006 werd zijn contract er verbroken en ging hij naar het Duitse TuS Koblenz, waar hij niet veel later z'n carrière afsluit.